# Wahlbezirk Österreich unter der Enns 49
Der Wahlbezirk Österreich unter der Enns 49 war ein Wahlkreis für die Wahlen zum Abgeordnetenhaus im österreichischen Kronland Österreich unter der Enns. Der Wahlbezirk wurde 1907 mit der Einführung der Reichsratswahlordnung geschaffen und bestand bis zum Zusammenbruch der Habsburgermonarchie.

## Geschichte
Nachdem der Reichsrat im Herbst 1906 das allgemeine, gleiche, geheime und direkte Männerwahlrecht beschlossen hatte, wurde mit 26. Jänner 1907 die große Wahlrechtsreform durch Sanktionierung von Kaiser Franz Joseph I. gültig. Mit der neuen Reichsratswahlordnung schuf man insgesamt 516 Wahlbezirke, wobei mit Ausnahme Galiziens in jedem Wahlbezirk ein Abgeordneter im Zuge der Reichsratswahl gewählt wurde. Der Abgeordnete musst sich dabei im ersten Wahlgang oder in einer Stichwahl mit absoluter Mehrheit durchsetzen. Der Wahlkreis Österreich unter der Enns 49 umfasste die Gerichtsbezirke Wiener-Neustadt, Pottenstein, Ebreichsdorf und Baden, wobei folgende Gemeinden vom Wahlbezirk ausgenommen waren:
- die zum Gerichtsbezirk Wiener Neustadt gehörenden Gemeinden Brunn am Steinfelde, Ebenfurth, Eggendorf, Erlach, Felixdorf, Lichtenwörth, Oberpiesting, Unterpiesting, Sollenau, Steinabrückl, Wöllersdorf, Dreistetten und Muthmannsdorf (alle Wahlbezirk 34) sowie Wiener Neustadt (Wahlbezirk 40)
- die im Gerichtsbezirk Baden liegenden Gemeinden Günselsdorf, Kottingbrunn, Leobersdorf, Schönau, Teesdorf und Traiskirchen (alle Wahlbezirk 34) sowie die Gemeinden Baden, Vöslau und Weikersdorf (alle Wahlbezirk 39)
- die im Gerichtsbezirk Ebreichsdorf liegenden Gemeinden Ebreichsdorf, Pottendorf Trumau, Unterwaltersdorf, Weigelsdorf, Siegersdorf, Tattendorf und Oberwaltersdorf (alle Wahlbezirk 34) sowie die Gemeinde Grammatneusiedl (Wahlbezirk 35)
- die im Gerichtsbezirk Pottenstein liegenden Gemeinden Berndorf, Fahrafeld, Grillenberg, Hernstein, Hirtenberg, Pottenstein, St. Veit an der Triesting und Weißenbach an der Triesting (alle Wahlbezirk 43)

Aus der Reichsratswahl 1907 ging Carl Jukel (Christlichsoziale Partei) mit 75 Prozent der Stimmen im ersten Wahlgang als Sieger hervor. Jukel konnte sein Mandat bei der Reichsratswahl 1911 mit 64 Prozent erfolgreich verteidigen. Das zweitbeste Ergebnis im Wahlkreis erreichte jeweils der Kandidat der Sozialdemokraten.

## Wahlen

### Reichsratswahl 1907
Die Reichsratswahl 1907 wurde am 14. Mai 1907 (erster Wahlgang) durchgeführt. Die Stichwahl entfiel auf Grund der absoluten Mehrheit von Jukel im ersten Wahlgang.
| Kandidat                                                                     | Partei                             | Wahlkreis- stimmen | Stimmen- anteil |
| ---------------------------------------------------------------------------- | ---------------------------------- | ------------------ | --------------- |
| Carl Jukel                                                                   | Christlichsoziale Partei           | 5904               | 74,5 %          |
| Franz Nelson                                                                 | Sozialdemokratische Arbeiterpartei | 1858               | 23,5 %          |
| Sonstige                                                                     |                                    | 159                | 2,0 %           |
| Wahlberechtigte: 8476, Ungültige/Leere Stimmen: 178, Wahlbeteiligung: 95,6 % |                                    |                    |                 |

### Reichsratswahl 1911
Die Reichsratswahl 1911 wurde am 13. Juni 1911 (erster Wahlgang) durchgeführt. Die Stichwahl entfiel auf Grund der absoluten Mehrheit von Jukel im ersten Wahlgang.
| Kandidat                                                                     | Partei                             | Wahlkreis- stimmen | Stimmen- anteil |
| ---------------------------------------------------------------------------- | ---------------------------------- | ------------------ | --------------- |
| Carl Jukel                                                                   | Christlichsoziale Partei           | 4743               | 63,8 %          |
| Eduard Schönfeld                                                             | Sozialdemokratische Arbeiterpartei | 2190               | 29,5 %          |
| Böhm                                                                         | deutsch-freiheitlicher Kandidat    | 231                | 3,1 %           |
| Sonstige                                                                     |                                    | 268                | 3,6 %           |
| Wahlberechtigte: 8411, Ungültige/Leere Stimmen: 552, Wahlbeteiligung: 94,9 % |                                    |                    |                 |